# Фаберо
Фаберо (ісп. Fabero) — муніципалітет в Іспанії, у складі автономної спільноти Кастилія-і-Леон, у провінції Леон. Населення — 5298 осіб (2010).

## Географія
Муніципалітет розташований на відстані близько 360 км на північний захід від Мадрида, 90 км на захід від Леона.
На території муніципалітету розташовані такі населені пункти: (дані про населення за 2010 рік)
- Барсена-де-ла-Абадія: 106 осіб
- Фаберо: 4157 осіб
- Фонторія: 96 осіб
- Лільйо-дель-Б'єрсо: 699 осіб
- Отеро-де-Нарагуантес: 154 особи
- Сан-Педро-де-Парадела: 86 осіб

## Демографія
Динаміка населення (INE ):

## Міста-побратими
1. – Каштелу-де-Пайва, Португалія (2005)[5]: